# リガラジオ&テレビタワー

リガラジオ＆テレビタワー（Rīgas radio un televīzijas tornis、英：Riga Radio and TV Tower）は、ラトビアのリガに位置する塔である。1979年から1989年にかけて建設された。高さは368.5mであり、ヨーロッパでは3番目、世界では11番目に高い塔である。展望台は97mのところにあり（リガで最も高い展望部）、天気がよければリガ湾を含むリガの大部分を眺めることが出来る。
塔はダウガヴァ川の真ん中にあるザチュサラ島の上に建っている。塔の基礎は、海抜から約7mの部分で作られている。そして、塔は大振動を起こさずに44m/s(98mph)の風速に耐えることが出来るといわれている。
北東の柱に1つのエレベータ、南西の柱にもう1つのエレベータがある。3番目の柱には階段がある。